# Pseudaristeus sibogae
Pseudaristeus sibogae is een tienpotigensoort uit de familie van de Aristeidae. De wetenschappelijke naam van de soort is voor het eerst geldig gepubliceerd in 1911 door De Man.